# Campeonato Gaúcho 1991
In 1991 werd het 71ste Campeonato Gaúcho gespeeld voor voetbalclubs uit de Braziliaanse staat Rio Grande do Sul. De competitie werd gespeeld van 11 augustus tot 15 december. Internacional doorbrak de hegemonie van Grêmio en werd voor het eerst sinds 1984 kampioen.

## Eerste fase

### Groep A
| Plaats | Club          | Wed. | W  | G  | V  | Saldo | Ptn. |
| ------ | ------------- | ---- | -- | -- | -- | ----- | ---- |
| 1.     | Internacional | 19   | 11 | 6  | 2  | 36:14 | 28   |
| 2.     | São Luiz      | 19   | 6  | 10 | 3  | 19:16 | 22   |
| 3.     | Pelotas       | 19   | 6  | 9  | 4  | 25:16 | 21   |
| 4.     | Ypiranga      | 19   | 6  | 9  | 4  | 21:16 | 21   |
| 5.     | Dínamo        | 19   | 6  | 8  | 5  | 19:14 | 20   |
| 6.     | Esportivo     | 19   | 6  | 8  | 5  | 17:16 | 20   |
| 7.     | Caxias        | 19   | 4  | 8  | 7  | 17:24 | 16   |
| 8.     | Santa Cruz    | 19   | 4  | 5  | 10 | 16:24 | 13   |
| 9.     | São Paulo     | 19   | 3  | 5  | 11 | 14:31 | 11   |
| 10.    | Aimoré        | 19   | 1  | 7  | 11 | 7:19  | 9    |

|  | Geplaatst voor finalegroep |

### Groep B
| Plaats | Club                 | Wed. | W  | G  | V  | Saldo | Ptn. |
| ------ | -------------------- | ---- | -- | -- | -- | ----- | ---- |
| 1.     | Guarani              | 19   | 9  | 10 | 0  | 20:9  | 28   |
| 2.     | Juventude            | 19   | 8  | 9  | 2  | 18:8  | 25   |
| 3.     | Lajeadense           | 19   | 10 | 4  | 5  | 25:22 | 24   |
| 4.     | Grêmio               | 19   | 7  | 10 | 2  | 25:16 | 24   |
| 5.     | Brasil de Pelotas    | 19   | 8  | 6  | 5  | 21:19 | 22   |
| 6.     | Glória               | 19   | 6  | 9  | 4  | 20:17 | 21   |
| 7.     | Novo Hamburgo        | 19   | 3  | 10 | 6  | 17:22 | 16   |
| 8.     | Passo Fundo          | 19   | 4  | 6  | 9  | 24:36 | 14   |
| 9.     | Ta-Guá               | 19   | 2  | 10 | 7  | 11:23 | 14   |
| 10.    | Guarany de Cruz Alta | 19   | 3  | 5  | 11 | 16:26 | 11   |

|  | Geplaatst voor finalegroep |

## Tweede fase

### Groep A
| Plaats | Club              | Wed. | W | G | V | Saldo | Ptn. |
| ------ | ----------------- | ---- | - | - | - | ----- | ---- |
| 1.     | Internacional     | 6    | 4 | 2 | 0 | 9:4   | 10   |
| 2.     | Juventude         | 6    | 4 | 1 | 1 | 8:4   | 9    |
| 3.     | Brasil de Pelotas | 6    | 1 | 2 | 3 | 6:5   | 4    |
| 4.     | Guarani           | 6    | 0 | 1 | 5 | 3:13  | 1    |

|  | Geplaatst voor finale |

### Groep B
| Plaats | Club       | Wed. | W | G | V | Saldo | Ptn. |
| ------ | ---------- | ---- | - | - | - | ----- | ---- |
| 1.     | Grêmio     | 6    | 4 | 1 | 1 | 13:5  | 9    |
| 2.     | Lajeadense | 6    | 3 | 0 | 3 | 8:11  | 6    |
| 3.     | Glória     | 6    | 1 | 3 | 2 | 6:6   | 5    |
| 4.     | São Luiz   | 6    | 1 | 2 | 3 | 5:10  | 4    |

|  | Geplaatst voor finale |

### Finale
Hoewel Grêmio vaker scoorde telde niet het doelsaldo na drie wedstrijden, maar in geval van gelijke stand werd de club met de beste resultaten in de reguliere competitie kampioen. 
|                             |        |                 |               |                                           |
| 1 december Eerste wedstrijd | Grêmio | 0 – 1           | Internacional | Estádio Olímpico Monumental, Porto Alegre |
| 1 december Eerste wedstrijd |        | 51', Alex Rossi |               | Estádio Olímpico Monumental, Porto Alegre |

|                             |               |                    |        |                                 |
| 8 december Tweede wedstrijd | Internacional | 0 – 2              | Grêmio | Estádio Beira-Rio, Porto Alegre |
| 8 december Tweede wedstrijd |               | 48' Lira 87' Assis |        | Estádio Beira-Rio, Porto Alegre |

|                             |               |       |        |                                 |
| 15 december Derde wedstrijd | Internacional | 0 – 0 | Grêmio | Estádio Beira-Rio, Porto Alegre |
| 15 december Derde wedstrijd |               |       |        | Estádio Beira-Rio, Porto Alegre |

## Kampioen
| Campeonato Gaúcho de 1991          |
| Rio Grande do Sul                  |
| ---------------------------------- |
| INTERNACIONAL Kampioen (30° titel) |